# 八兄弟
《八兄弟》是一部2008年上映的电视台，与2006年开始拍摄，该电视剧主演讲述冷家八兄弟进城打工所遇到的喜怒哀乐。该作收到了很多的好评。

## 剧情简介
冷大虎根据病逝父亲的嘱托，带领自己的几个还在农村弟弟们来到了城市打工，在打工的时候，遇到了已经在城市生活了有一段时间的几个弟弟。
之后这些人通过自己的努力，慢慢的适应了城市的生活，兄弟之间的关系也更加紧密。

## 演员表
- 倪大宏  饰 冷大虎
- 周小斌  饰 冷二虎
- 王劲松  饰 冷三虎
- 郝戎  饰 冷四虎
- 句兆杰  饰 冷五虎
- 奇道  饰 冷六虎
- 班赞  饰 冷七虎
- 杨博  饰 冷八虎
- 朱媛媛  饰 方方
- 刘莉莉  饰 美凤
- 傅羽佳  饰 春喜
- 田岷  饰 于妹

## 音乐原声
| 曲序 | 曲目               | 演唱   |
| ---- | ------------------ | ------ |
| 1.   | 《兄弟》（片尾曲） | 沙宝亮 |

## 其他
- 冷八虎的扮演者杨博是导演杨亚洲的儿子。

## 相關連結
- 豆瓣电影上《八兄弟》的資料 （简体中文）